# Фиброз
Фибро́з (лат. fibrosis) — разрастание соединительной ткани с появлением рубцовых изменений в различных органах, возникающее, как правило, в результате хронического воспаления. Рассматривается как реакция организма, направленная на изоляцию очага воспаления от окружающих тканей и системного кровотока. Фиброзное замещение тканей приводит к постепенной утрате их специфических функций и дисфункции поражённого органа (например, лёгочная недостаточность при фиброзе лёгких). Причинами могут быть облучение, травма, инфекционно-аллергические и другие процессы.
Одним из механизмов образования фиброза является эпителиально-мезенхимальный переход, при котором эпителиальные клетки приобретают фенотипические свойства мезенхимальных клеток. Мезенхимальные клетки способны активно секретировать компоненты внеклеточного матрикса — коллагены, фибронектин, что может способствовать образованию рубца.
Имеются данные о том, что больным наркотической зависимостью свойственен более быстрый темп прогрессирования фиброза печени.

## Фиброз печени
Фиброз печени сам по себе не является отдельной болезнью. Он возникает в тех случаях, когда у пациента присутствует какое-либо хроническое заболевание печени (например, вирусный, токсический гепатит, алкогольная болезнь печени и др.) и служит его осложнением.
Фиброз печени представляет собой патологическое состояние, при котором поврежденная (в результате хронического заболевания печени) печеночная ткань замещается фиброзной (рубцовой) тканью. Фиброзная ткань - это плотная, волокнистая, неоформленная соединительная ткань, состоящая из огромного количества соединительнотканных волокон (в первую очередь, коллагена) и аморфного вещества (протеогликанов, гликозаминогликанов, гликопротеинов и др.). Такая ткань не выполняет в печени никаких полезных функций. Поэтому если печеночные ткани начинают замещаться фиброзной, то печень постепенно утрачивает свои функции. В некоторых случаях фиброз печени может наблюдаться при заболеваниях других органов, например, сердца (ишемической болезни сердца, пороках развития сердца), поджелудочной железы (сахарном диабете), желчевыводящих путей (желчекаменной болезни, холангите, холецистите).

### Диагностика фиброза печени

###### 1.Транзиентная эластография
Наиболее часто при постановке диагноза специалисты используют технологию транзиентной эластографии (ТЭ), которая является наиболее широко проверенной и доступной. ТЭ имеет точность >95% (у пациентов, которые не страдают ожирением), предоставляет результаты в реальном времени и занимает всего несколько минут. Еще одним преимуществом данного метода является возможность диагностирования фиброза печени на ранней стадии. В настоящее время, метод транзиентной эластографии используется в системах ILivTouch и Fibroscan.

###### 2. УЗИ
При эластографии печени с помощью УЗИ исследования проводят измерения в нескольких точках. Высчитывается индекс жесткости, а затем высчитывается средний показатель индекса жесткости (с помощью специального  программного обеспечения УЗИ аппарата и специального датчика), который соответствует определенной стадии фиброза.

###### 3. Биопсия печени
Это диагностическая процедура, во время которой извлекается фрагмент печеночной ткани с целью определения степени ее поражения и воспаления. Также биопсия помогает оценить проводимый курс лечения и при необходимости его скорректировать. Данный метод называют "золотым стандартом", но он имеет достаточно много ограничений и противопоказаний.

###### 4. Компьютерная томография
Используется для определения количества фиброзных очагов, из локализации и качественных показателей.

## Фиброз лёгких
Фиброз лёгких может быть вызван некоторыми лекарственными препаратами:
для химиотерапии (метотрексат, циклофосфамид),
антиаритмическими препаратами (амиодарон, пропранолол),
антибиотиками (сульфасалазин), выраженным токсическим действием на лёгочную ткань обладает нитрофурантоин и его производные (фурамаг, фуразидин и др.) и их метаболиты.
На основании пятилетних наблюдений, фиброз лёгких имеет место у перенесших подострые интоксикации фреонами (хладонами), как развитие поражения мембран альвеол. На ранних стадиях у больных были диагностированы рентген и томографические признаки эмфизем и «матового стекла».
К основной группе риска относятся пациенты с бронхиальной астмой (в том числе в анамнезе), с учетом побочного действия нитрофурантоина — индуцирования бронхоспазма у астматиков и обострения аллергического воспаления в лёгких, нитрофурантоин строго противопоказан для применения пациентам с этими заболеваниями, а также пациентам с фиброзными изменениями в лёгких.